# Medici pentru eroi
Medici pentru eroi (engleză Mighty Med) este un serial american creat de Jim Bernstein și Andy Schwartz , fiind produsă de  It's a Laugh Productions pentru Disney XD. În rolurile principale sunt Jake Short și Bradley Steven Perry. Serialul a avut premiera pe 12 octombrie 2013 în Statele Unite ale Americii, iar în România primul episod a fost difuzat la 18 mai 2014.

## Acțiunea
Doi adolescenți, Oliver și Kaz, au descoperit o intrare secretă într-un spital pentru supereroi misterios, numit Mighty Med.
După ce dau dovadă de cunoaștere desăvârșită a lumii benzilor desenate când unul dintre supereroii lor favoriți este rănit, băieților le sunt oferite posturi permanente în spitalul Mighty Med. Oliver și Kaz au crezut până atunci că supereroii există doar în benzi desenate, jocuri video și alte creații de fantezie și science fiction, însă acum se găsesc afundați în lumea reală a Medicilor pentru eroi.